# Wim Mühlendyck
Wim Mühlendyck (* 1. März 1905 in Porz; † 10. April 1986 in Höhr-Grenzhausen) war ein deutscher Bildhauer und Keramiker.

## Leben
Wim Mühlendyck absolvierte 1924 das Abitur in Köln. Von 1924 bis 1925 studierte er an der dortigen Universität. Von 1925 bis 1926 besuchte er die Kölner Werkschulen und anschließend bis 1927 die Staatliche Keramische Fachschule in Höhr-Grenzhausen. Von 1927 bis 1930 bildete er sich in Köln zum Gewerbelehrer fort. Anschließend arbeitete er als Berufsschullehrer in Frechen. 1931 gründete Mühlendyck eine eigene Werkstatt in Höhr-Grenzhausen, wo er 1936 einen Töpferhof errichtete. 1937 bestand er die Meisterprüfung.

## Bedeutung
Wim Mühlendyck gilt als Erneuerer der Westerwälder Keramik. Nach seinem Umzug von Köln in den Westerwald machte er sich mit dieser vertraut, vertiefte sich in die Red- und Knibistechnik und wandte diese Kunst zum Beispiel auch in der Baukeramik an. War diese Technik bis dahin vorwiegend auf Gefäßen zu finden, produzierte er damit auch Kacheln und große Flächen. Beispiele finden sich auf den Böden der evangelischen Kirche in Höhr-Grenzhausen und in der dortigen Friedhofskapelle.
Bei der Red- und Knibistechnik werden mit einem Holz oder einem Eisen Muster in die Fläche geritzt. Zu nennen ist z. B. die sogenannte Knibissonne und der sogenannte Knibisstern. Einen anderen Schwerpunkt setzte er in der Herstellung von Grabsteinen aus Keramik, was bis dahin unüblich war. Verwendung fanden diese auch auf Soldatenfriedhöfen.

## Auszeichnungen
- 1937–1939: Goldmedaille, Triennale Mailand / Ehrenpreis, Weltausstellung Paris / Goldmedaille, Handwerksausstellung Berlin
- 1954: Goldmedaille, Triennale Mailand
- 1956: Silbermedaille Florenz
- 1965: Ehrenpreis der DKG[3]

## Werkauswahl
- Rathausbrunnen in Frechen (1981).

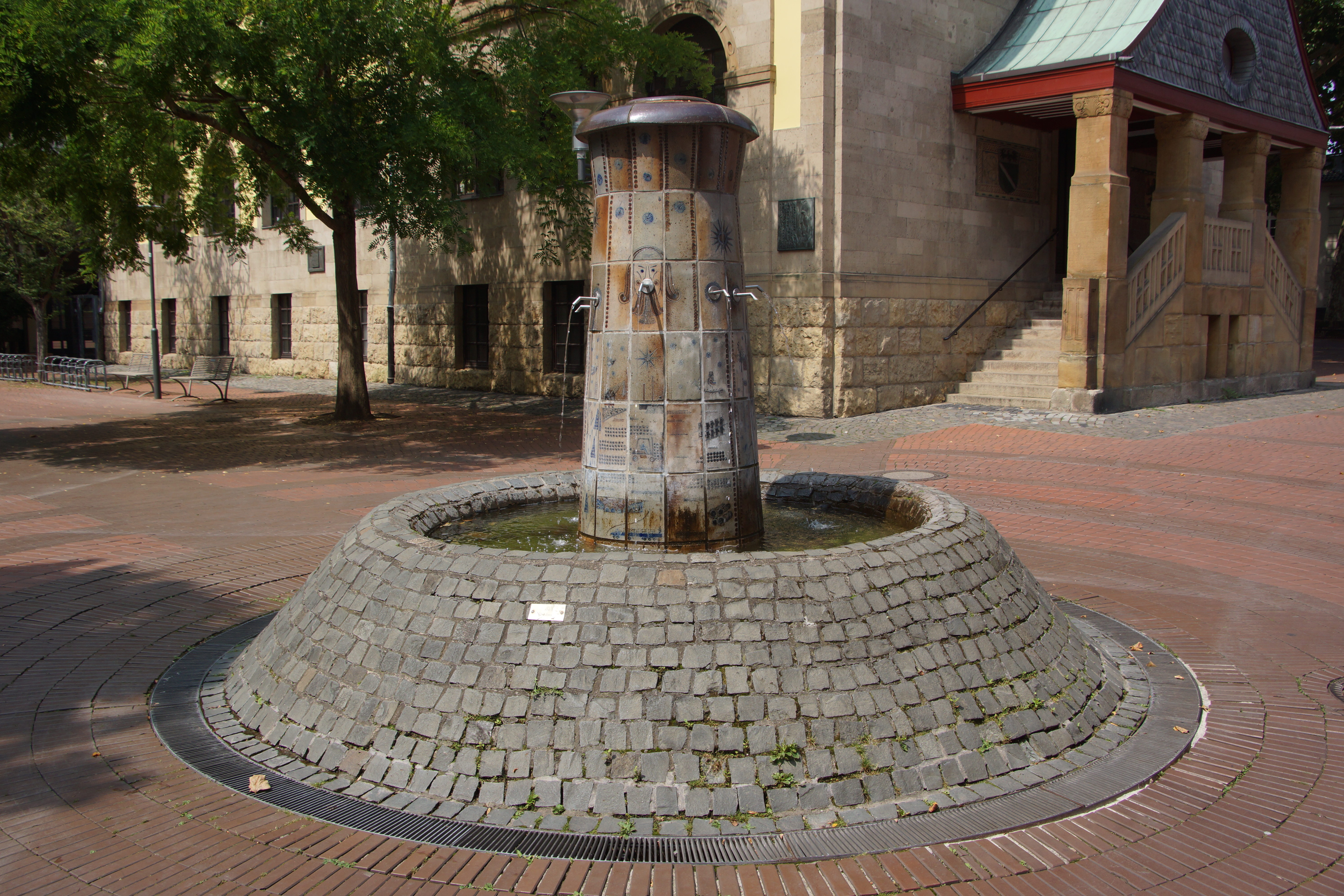
Keramikbrunnen vor dem Alten Rathaus Frechen

- Keramikkreuz im Altarraum der Christuskirche in Essen.

## Signatur
Geritzt oder gestempelt, ein Symbol für Mühlenflügel, das aus den Buchstaben W I M zusammengesetzt ist.

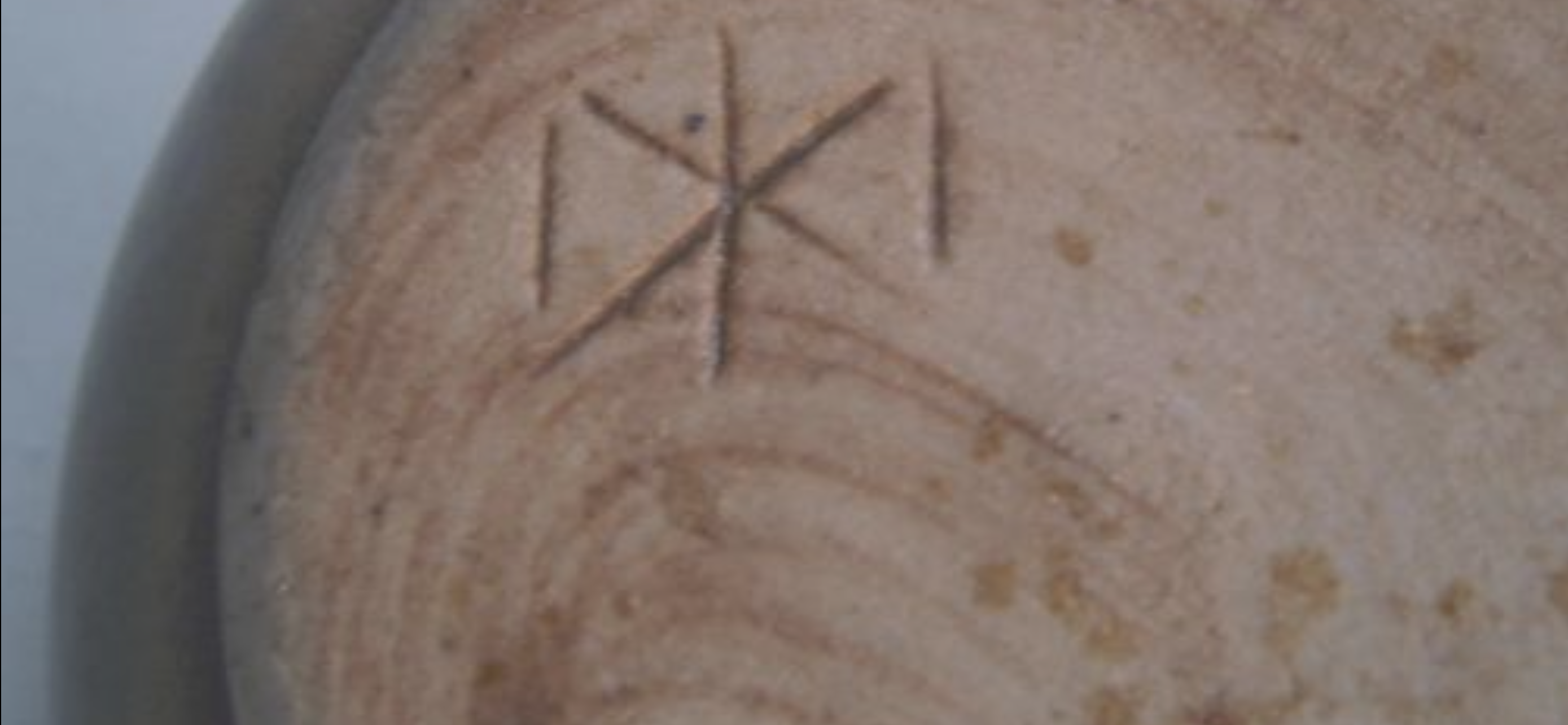
Signatur Wim Mühlendyck